# 時空間旅行〜いつか同じ星空の下で
『時空間旅行〜いつか同じ星空の下で』（じくうかんりょこう いつかおなじほしぞらのしたで）は、2017年4月4日からOBSラジオで放送しているラジオドラマである。

## 概要
番組は、ラジオドラマパート（主に前後半）と音楽パート（主に中盤）にわかれる。ラジオドラマでは、主人公の真田未来（第1シリーズ）を中心としたドラマが展開される。音楽パートでは、ラジオドラマのストーリーに沿って、回ごとに異なる年の懐メロを流す。なお、番組中にはCMが流れない。

### 第1シリーズ
放送期間は2017年4月4日から2017年7月31日。全15話。2017年8月7日から2017年11月6日までは再放送。再放送では、編集により全14話となっているほか、総集編はカットされている。

#### ラジオドラマパート
2017年を生きる主人公の真田未来はある日、雷に打たれ、2040年へ。2040年の世界で喫茶店「砂時計」の主人である恵子から、過去へタイムトリップしてゲーム機を買うように依頼を受け、タイムトリップを行う。そんななか、未来は同じ服装をした哲也を見かける。

#### 音楽パート（今夜もあなたとミュージックナイト）
ラジオドラマの中で懐メロラジオ番組「今夜もあなたとミュージックナイト」が登場し、ラジオドラマからそのまま音楽パートへ移る。進行は小村美記アナウンサーとなおにいさん。その年に流行した懐メロが数曲流れるほか、独断チョイスと称して小村となおにいさんがそれぞれ1曲選び、流す。

### 第2シリーズ
放送期間は2017年11月13日から2018年3月26日。全18話。「Second trip」と呼称している。

#### ラジオドラマパート
真田未来は2040年から2017年の世界へ戻る。会社で残業をしていると、新入社員の橘唯にご飯に誘われる。しかし、母・由美子からのおつかいの頼みを断れず、未来はタイムトリップのオープンパスを机上に置いたまま家に帰ってしまう。スマートフォンと勘違いした唯は、未来に届けようとオープンパスを手にする。すると、カウントダウンが始まり、2060年の世界へタイムトリップしてしまう。予定外の人間がタイムスリップして戸惑う中、時空間監理局の西城と飛騨から、過去へ行って記録写真を撮ってほしいという依頼を受け、過去へタイムトリップする。

#### 音楽パート（今夜もあなたとミュージックナイト）
第1シリーズと同様。但し、進行は山崎唯衣アナウンサーとチャーリーコジマに変わっている。なお、番組構成上、今夜もあなたとミュージックナイトではなく、ドラマパートの中で懐メロを流した回もある。

## 放送時間
- 土曜日 21:00 - 22:00（第2シリーズ 再放送／2020年1月11日 - ）
  - 2019年12月31日 - 2020年1月3日の21:00 - 22:00まで連日再放送ののち、放送枠を土曜日へ固定。

### 過去の放送時間
2018年3月の本放送終了後も、日曜深夜の再放送枠では第1シリーズから再度放送し、終了となった。
- 月曜日 21:00 - 22:00、日曜日 24:00 - 25:00（月曜未明／再放送）
  - 2017年4月4日 - 2017年7月31日：第1シリーズ
  - 2017年8月7日 - 2017年11月6日：第1シリーズ（再放送）
  - 2017年11月13日 - 2018年3月26日：第2シリーズ
- 日曜日 24:00 - 25:00（月曜未明／再放送）
  - 2018年4月9日 - 2018年7月9日：第1シリーズ（再放送2回目）
  - 2018年7月16日 - 2018年11月12日：第2シリーズ（再放送）

## 登場人物
「ドラマ上の氏名（よみがな）：声の出演者」　
※ウェブページに記載のない登場人物は漢字表記が不明のため、よみがなのみの記載。
- 氏名の後ろに◇が付いている人物は第1シリーズのみ出演。◆が付いている人物は第1シリーズと第2シリーズ両方に出演、☆が付いている人物は第2シリーズから出演。
- OBSアナウンサーのほか、OBSラジオのスタッフが声の出演をしている。
- 声の出演者は主人公である真田未来の小村及び橘唯の山崎以外、ウェブページに記載はされてはいないが、座談会形式の総集編[1]やイチスタ☆、とりまラジオで明かされている。
- 首藤の登場シーンは、とりまラジオ放送後に収録していた。第1シリーズでは、収録の様子はFRESH!で配信されたこともある。第2シリーズでは、登場機会が増え、セリフ収録でストーリー展開がわかってしまうためか、非公開となった。

### 主人公とその家族
真田 未来（さなだ みき）◆：小村美記（OBSアナウンサー ※第1シリーズ放送当時）
第1シリーズの主人公。1989年12月18日生まれ。大学は理学部卒。2017年のある日、雷に打たれて2040年の世界へ。同時にタイムトリップが出来るようになり、恵子の指示で過去へ買い物をする。一人っ子。
橘 唯（たちばな ゆい）☆：山崎唯衣（OBSアナウンサー）
第2シリーズの主人公。1994年10月11日生まれ。未来が勤める会社の後輩。未来のフリーパスを手にしたことをきっかけに2017年から2060年の世界へ。
秦 哲也（しん てつや）◆：小田崇之（OBSアナウンサー）
未来と同じくタイムトリップが出来る男性。1989年11月1日生まれ。2021年から2040年の世界へ来ている。大学は医学部卒だが、父親の死後、喫茶店を継いだ恵子に代わり、タイムトリップの研究に携わる。また、自由にタイムトリップが出来るオープンパスを所有している。未来に対しては当初、西城（さいじょう）哲也と名乗る。一人っ子。2040年から2021年へ戻ることに失敗し、2060年に飛ばされ、西城健（さいじょう たける）という名前で時空間監理局で働く。当初、過去の記憶を失っていたが、断片的に記憶を取り戻し、2040年へタイムトリップしたことで記憶が戻る。
秦 恵子（しん けいこ）◆：村津孝仁（OBSアナウンサー）
哲也の母親。2040年の世界で喫茶店「砂時計」を営む。かつては、北斗大学理工学部の准教授でタイムトリップの研究をしていた。孫である壮太に求められて、未来に買い物を依頼する。
秦 壮太（しん そうた）◇：賎川寛人（OBSアナウンサー）
哲也の息子。2040年現在大学生で、過去のゲームを用いた研究を行っている。
真田 誠（さなだ まこと）◆：松井督治（元 OBSアナウンサー、現 OBSラジオ局長）
未来の父親。恵子と同じく、北斗大学理工学部の准教授でタイムトリップの研究をしている。下戸。
真田 由美子（さなだ ゆみこ）◆：海原みどり（OBSアナウンサー）
未来の母親。北斗大学付属高校の物理科教諭。日本酒が好き。恵子とは高校時代の同級生であり、親友。

### 時空間監理局
佐々木 蒼介（ささき そうすけ）◆：不明（OBSラジオスタッフ／本職はミキサー）
時空間監理局 時空捜査官。タイムトリップにおける不正を調査している。2060年の世界では、時空捜査課の課長に昇進。
首藤（しゅとう）◆：首藤将太（野良レンジャー）
時空間監理局勤務。佐々木の同期。2060年の世界では、システム管理課の課長に昇進。
飛騨 麻利男（ひだ まりお）☆：吉田諭司（OBSアナウンサー）
時空間監理局 特別調査課 課長。新庄のおじで、新庄や唯からは「まりおじさん」と呼ばれている。
新庄 ユキ（しんじょう ゆき）☆：平川侑季（OBSアナウンサー ※第2シリーズ放送当時）
時空間監理局 医務課勤務の看護師。2034年生まれ。自らが住んでいるマンションで、唯を迎える。
（むらつ りゅうのすけ）☆：村津孝仁
時空間監理局長。恵子らと共にタイムトリップの研究をしていた。また、身分を隠し、唯がタイムトリップするたび、瞬間移動できる杖を持ったおじいさんとして現れる。

### その他
SC1-SAG（えすしーわん えすえーじー）◇ → EC3-SAG（いーしーすりー えすえーじー）☆：村津孝仁
2040年の世界で未来をナビゲートする駅構内でのコンシェルジュ。AIで、指向性スピーカーで未来に呼びかけているため、目には見えない。SAGよりサグと呼ばれている。未来が2060年の世界に来ると思っていたところに、唯がやって来たため戸惑っているが、設定変更により唯のコンシェルジュとなる。
AC5-008（えーしーふぁいぶ ぜろぜろえいと）☆：冨松明菜（OBSアナウンサー）
新庄が住むマンションにいるコンシェルジュ。名前の「0」と冷静な声から、唯がレイと名付ける。
アンドリュー◆：賎川寛人
時空間特急「ポーラスター」の乗務員。未来からは無駄に元気に評される。
（しらいし ひろこ）☆：飯倉寛子（OBSアナウンサー）
唯と同じく2017年から2060年の世界へ来て、タイムトリップしている。職業は看護師。のちに新庄が看護師になろうと思ったきっかけの人でもある。

## テーマソング
- オープニングテーマ

「時空の旅人」／ 竹内まりや
- エンディングテーマ

「会いたくてSEASONⅡ」／ミトカツユキ（第1シリーズ）
「君が好き feat. SAKURA, K2C SUNSHINE BAND」／ミトカツユキ（第2シリーズ）